# کارلوس دلگادو چالباود
کارلوس دلگادو چالباود (اسپانیایی: Carlos Delgado Chalbaud‎؛ (زادهٔ ۲۰ ژانویه ۱۹۰۹ – درگذشته ۱۳ نوامبر ۱۹۵۰) یک افسر نظامی و سیاستمدار اهل ونزوئلا بود.
او از ۲۴ نوامبر ۱۹۴۸ تا زمان ترورش در ۱۳ نوامبر ۱۹۵۰ رئیس‌جمهور ونزوئلا بود.